# Эрпольцхайм
Эрпольцхайм (нем. Erpolzheim) — община в Германии, в земле Рейнланд-Пфальц. 
Входит в состав района Бад-Дюркхайм. Подчиняется управлению Фрайнсхайм.  Население составляет 1307 человек (на 31 декабря 2010 года). Занимает площадь 3,60 км².

## Известные уроженцы
- Маурер, Георг Людвиг фон (1790—1872) — немецкий государственный деятель, историк.